# Rendadinho-do-xingu
Rendadinho-do-xingu (nome científico: Willisornis vidua) é uma espécie de ave pertencente à família dos tamnofilídeos, endêmica do Brasil.
Seu nome popular em língua inglesa é "Xingu scale-backed antbird".